# Марія Примаченко (срібна монета)
«Марі́я Примаче́нко» — срібна ювілейна монета номіналом 5 гривень, випущена Національним банком України. Присвячена самобутній художниці народного декоративного живопису — Марії Овксентіївні Примаченко, творчість якої належить до унікальних явищ у світовому мистецтві. Її творчість відіграла важливу роль у розвитку народно-декоративного мистецтва України, а «звірині серії» стали винятковим явищем, якому не було аналогів у світовому мистецтві.
Монету введено в обіг 26 грудня 2008 року. Вона належить до серії «Видатні особистості України».

## Опис та характеристики монети
| Номінал грн. | Метал            | Маса, грам    | Діаметр, мм. | Якість виготовлення | Гурт                           | Тираж, штук |
| ------------ | ---------------- | ------------- | ------------ | ------------------- | ------------------------------ | ----------- |
| 5            | срібло 925 проби | 15,55 / 16,81 | 33,0         | пруф                | гладкий із заглибленим написом | 5 000       |

### Аверс
На аверсі монети вертикально розміщено композицію: угорі — малий Державний Герб України, під яким напис — «НАЦІОНАЛЬНИЙ БАНК/ УКРАЇНИ», стилізований твір Марії Примаченко 1983 року «Космічний кінь…», під яким — номінал і рік карбування монети: «5 ГРИВЕНЬ/2008».

### Реверс

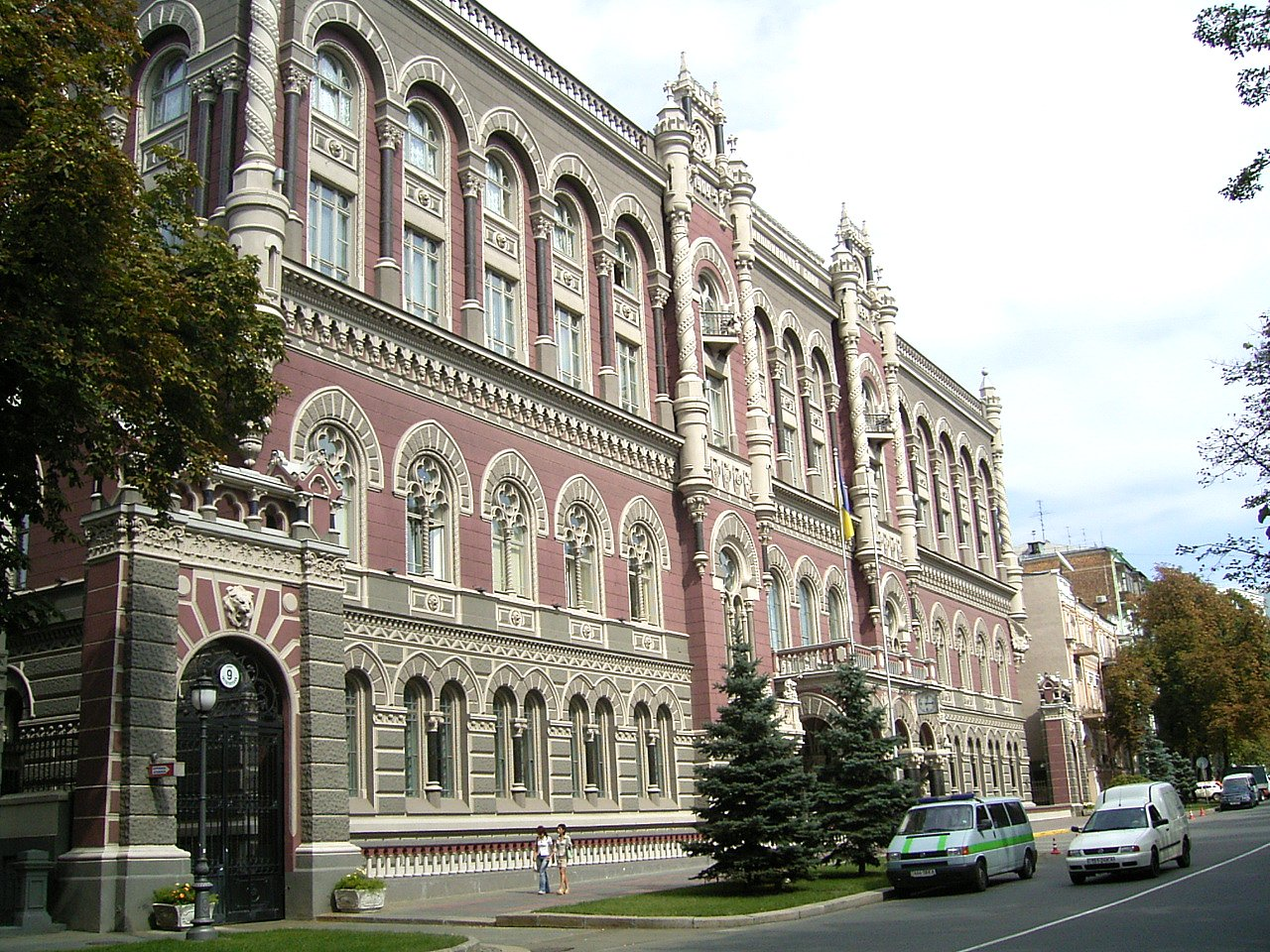
Будівля Національного банку України

На реверсі монети зображено портрет Марії Примаченко на тлі її твору 1991 року «Український соняшник…», над яким розміщено напис півколом «МАРІЯ ПРИМАЧЕНКО», ліворуч вертикально роки життя «1908—1997».

## Автори
- Художник — Дем'яненко Анатолій.
- Скульптор — Дем'яненко Анатолій.

## Вартість монети
Ціна монети — 541 гривня, була зазначена на сайт Національного банку України 2018 року.
Фактична приблизна вартість монети, з роками змінювалася так:
| Рік        | 2010 | 2011 | 2012 | 2013 | 2014 | 2015 | 2016 | 2017 | 2018 | 2019 | 2020 | 2021 | 2022 | 2023  | 2024  | 2025  |
| ---------- | ---- | ---- | ---- | ---- | ---- | ---- | ---- | ---- | ---- | ---- | ---- | ---- | ---- | ----- | ----- | ----- |
| Ціна, грн. | 270  | 300  | 350  | 300  | 270  | 300  | 400  | 450  | 490  | 400  | 400  | 560  | 870  | 1 100 | 1 380 | 1 700 |